# Сен-Марсель, Шарль-Эдм
Шарль-Эдм Сен-Марсель (фр. Charles Edme Saint Marcel; 19 сентября 1819, Париж — 15 февраля 1890, Фонтенбло) — французский живописец, рисовальщик и гравёр, пейзажист-преимпрессионист. Ученик Эжена Делакруа, он также создал множество портретов, сцен на темы крестьянского быта, а также картин анималистического жанра.

## Биография
Шарль-Эдм Сен-Марсель был младшим из трёх детей в семье. Его отец, медик и капитан гренадеров при короле Людовике XVIII, и мать совместно управляли лечебницей Марселя-Коломба. Его юность ознаменовалась потерей сестры Эдме, которая умерла от болезни лёгких. Эта трагедия отразилась на характере ребёнка, который замкнулся в себе, стал ипохондриком, подверженным нервным срывам. Он рано проявил талант к рисованию и получал ценные советы от портретиста и живописца исторического жанра Николя Понсе-Камю, который был другом семьи.
По окончании учёбы в лицее Генриха IV в Париже его мать, теперь уже вдова, решила отдать его учеником к Шарлю де Штойбену, живописцу романтического движения. В 1839 году Сен-Марсель покинул его ателье и присоединился к мастерской Теодора Карюэля д’Алиньи, расположенной в Марлотте, недалеко от леса Фонтенбло. В этом месте, которое вдохновляло его на протяжении всей его творческой жизни, он обучался живописи на пленэре (открытом воздухе) и общался с представителями барбизонской школы, такими как Камиль Коро и Теодор Руссо.
Затем он ушёл, чтобы учиться рисовать фигуры у Леона Конье. Вероятно, именно в мастерской Конье в ноябре 1840 года Эжен Делакруа встретил Сен-Марселя, прежде чем нанять его своим помощником.
В мастерской Делакруа Сен-Марсель совершенствовал своё искусство живописи, а также гравюры, в частности, переводя в гравюры картины Делакруа, такие как «Лошадь, атакованная львицей» (1842), которую он пытался представить в Парижском салоне 1843 года. Его работы стали принимать только с 1848 года как ассистента Делакруа. Его единственная заявка в 1849 году на Римскую премию за исторический пейзаж не увенчалась успехом.
Единственное приобретение государством картины Сен-Марселя «Ущелье с волками в лесу Фонтенбло» в 1868 году стало возможным во многом благодаря настоянию Делакруа, который хотел, чтобы картина его помощника появилась в национальных коллекциях.
Делакруа также проявил своё доверие к Сен-Марселю, позволив ему сопровождать его в 1845 году в путешествии по Пиренеям. Его талант к рисованию выразился в портретах «испанцев», которых он изображал в действии, в живых движениях. Сам он, казалось, стремился к большей близости к природе, поскольку около 1850 года он покинул мастерскую Делакруа, чтобы поселиться в Фонтенбло и посвятить себя преимущественно пейзажной живописи.
Ипохондрик и неврастеник, Сен-Марсель стремился любой ценой покинуть Париж, охваченный в 1849 году эпидемией холеры. Его потребность в изоляции и поиск вдохновения побудили его вернуться в лес Фонтенбло, где он стал писать этюды с натуры. В жанре пейзажа произведения Сен-Марселя выделяются необычным индивидуальным стилем, сочетающим натурализм, реализм и романтизм. Он работал с натуры углем, графитным карандашом, акварелью или тушью, а затем «доводил» свои этюды да завершённого состояния в мастерской. Художник путешествовал, выбирая новые мотивы, его работы демонстрируют определённый вкус к живописности: человеческое присутствие часто незаметно, проявляется как деталь, в то время как природа занимает основное место.
В середине жизни Сен-Марсель обратился к анималистическому жанру. Особенно часто он использовал офорт, которым занимался с юности. Его качества офортиста отмечали современники. Шарль Бодлер относил его к числу гравёров, благодаря которым «офорт вновь обретает свою древнюю жизненную силу». Что касается рисунков тушью, то их широкие, энергичные мазки подчёркивают влияние Эжена Делакруа.
Несмотря на необычайное разнообразие используемых тем и техник, Сен-Марсель не получил официального признания, и поэтому принял участие в 1863 году в Салоне отверженных вместе с импрессионистами. Никаких официальных заказов он не получал. Эта ситуация в сочетании с ярко выраженным мизантропическим характером и всё более выраженными проблемами со зрением, вероятно, объясняет депрессию, в которую впал художник в конце жизни, недомогание, которое он регулярно высказывал своим друзьям. Шарль-Эдм Сен-Марсель скончался в приступе депрессии 15 февраля 1890 года в Фонтенбло, возможно, покончив жизнь самоубийством.

## Галерея
- Берега Сены между Эффондре и Монмельяном. 1875. Холст, масло. Замок Немур, Франция
- Портрет Эжена Делакруа. Бумага, карандаш, тушь. Музей Карнавале, Париж
- Лежащий тигр, отрывающий кусок мяса. Между 1800 и 1900. Бумага, карандаш. Рейксмюсеум, Амстердам
- Спящий лев. Между 1829 и 1890. Бумага, карандаш, акварель, сангина. Рейксмюсеум, Амстердам
- Мёртвая лань. Ок. 1869. Ксилография. Музей Карнавале, Париж
- Профиль льва. 1874. Офорт. Замок Немур, Франция